# Joint Special Operations Command
Het Joint Special Operations Command (JSOC) is een component en eenheid van het United States Special Operations Command (USSOCOM) binnen de United States Armed Forces en heeft de opdracht om de vereisten en technieken van Speciale Operaties te bestuderen, om de normalisering van interoperabiliteit en uitrusting te garanderen, de trainingen en oefeningen van de Speciale Operaties te plannen en te leiden, tactieken voor gezamenlijke Speciale Operaties te ontwikkelen en wereldwijd missies van Speciale Operaties uit te voeren.
JSOC werd gevormd in 1980 op aanbeveling van kolonel Charlie Beckwith, na de gevolgen van de mislukking van Operatie Eagle Claw. Het hoofdkwartier van de eenheid bevindt zich in Pope Field, de basis gelegen in Fort Bragg, North Carolina.

## Operaties
Operaties waarbij de eenheid een rol speelde:
- Operatie Eagle Claw
- Operatie Urgent Fury
- Operatie Just Cause
- Operatie Desert Storm
- Operatie Provide Comfort
- Operatie Gothic Serpent
- Operatie Uphold Democracy
- Bosnische Burgeroorlog
- Operatie Allied Force
- Operatie Enduring Freedom
- Operatie Iraqi Freedom
- Operatie Neptune Spear